# Distrito da Charneca
O Distrito da Charneca (em alemão:  Heidekreis) é um distrito (Landkreis) da Alemanha localizado no estado de Baixa Saxônia. O seu nome provém da vizinha Charneca de Luneburgo (em alemão:  Lüneburger Heide). O distrito (até agosto de 2011 chamado Soltau-Fallingbostel) tem sua sede administrativa localizada na cidade de Bad Fallingbostel. A maior cidade do distrito é Walsrode.

## História
Historicamente a região pertenceu ao Ducado de Brunsvique-Luneburgo e seus estados sucessores. O distrito foi criado em 1977 pela união dos antigos distritos de Soltau e Fallingbostel e foi rebaptizado Distrito da Charneca (Heidekreis) em 1 de agosto de 2011.

## Brasão
| Brasão | O brasão mostra: - na metade de cima o leão heráldico do brasão do Ducado de Brunsvique-Luneburgo; - na metade de baixo um monumento megalítico dos dólmens de "Sieben Steinhäuser" |

## Economia
Uma fonte importante da economia do distrito é o turismo, notamente muitos parques de diversão como Heide-Park à Soltau, Serengeti-Park à Hodenhagen e o parque ornitológico Vogelpark à Walsrode
Outros fatores importantes da economia são a agricultura e as bases militares da 
Bundeswehr (forças armadas alemãs) et do Exército Britânico.
Uma das fabricas mais grandes do distrito  se encontra à Walsrode-Bomlitz, Dow Wolff Cellulosics.

## Cidades e municípios

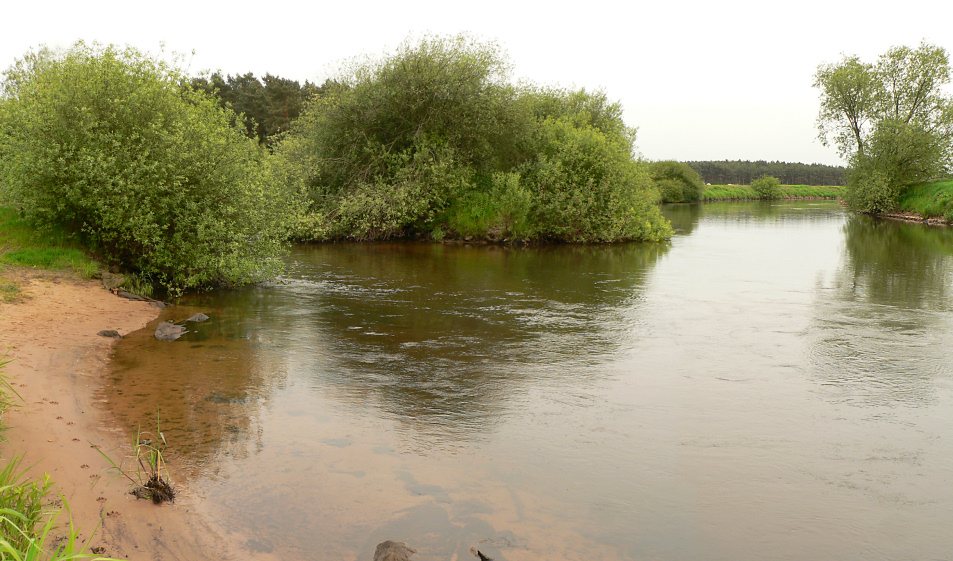
Örzte et Aller

|  |

| Cidades: | Samtgemeinden: | Samtgemeinden:                                                                 |
| --- | --- | ------------------------------------------------------------------------------ |
| 1. Bad Fallingbostel 2. Munster 3. Schneverdingen 4. Soltau 5. Walsrode Municípios (livres): 1. Bispingen 2. Bomlitz 3. Neuenkirchen 4. Wietzendorf área não-incorporada: 1. Osterheide | - 1. Ahlden 1. Ahlden 2. Eickeloh 3. Grethem 4. Hademstorf 5. Hodenhagen¹ - 2. Rethem/Aller 1. Böhme 2. Frankenfeld 3. Häuslingen 4. Rethem1, 2 | - 3. Schwarmstedt 1. Buchholz 2. Essel 3. Gilten 4. Lindwedel 5. Schwarmstedt¹ |
| | ¹sede do Samtgemeinde; ²cidade |                                                                                |

## Lista de rios
Aller, Örtze, Soltau, Leine, Grindau, Böhme, Bomlitz, Warnau, Fulde, Wümme, Wiedau, Luhe, Wietze

## Transportes
As autoestradas A7 (Hanôver-Hamburgo) et A27 (Hanôver-Bremen) travessam o distrito.
O distrito também é bem equipado em ferrovias com as linhas "Heidebahn": Hamburgo - Buchholz in der Nordheide - Soltau - Walsrode - Schwarmstedt - Hanôver  e
a linha "America" (Amerikalinie): Bremen - Visselhövede - Soltau - Munster - Uelzen - Magdeburgo

## Ligações externas

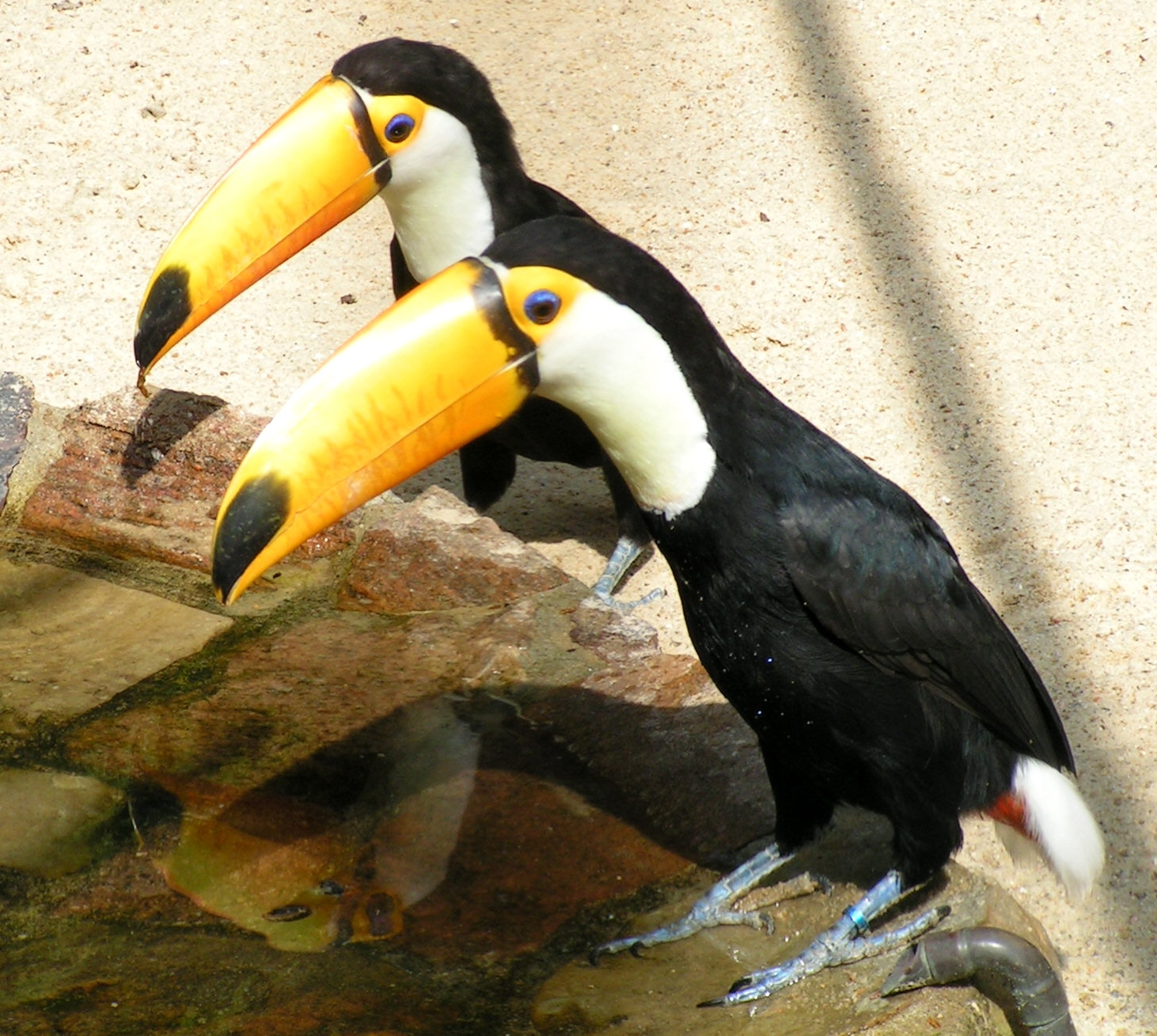
toucanos no parque Vogelpark